# Rajmund Dąbrowski
Rajmund Dąbrowski –  amerykański duchowny adwentystyczny polskiego pochodzenia, wieloletni dyrektor informacji i rzecznik prasowy światowego  Kościoła Adwentystycznego.

## Życiorys
Jest synem ks. Stanisława Dąbrowskiego, byłego przewodniczącego Rady  Kościoła Adwentystów Dnia Siódmego w RP. W latach 1972–1985 piastował stanowisko redaktora naczelnego adwentystycznego miesięcznika „Znaki Czasu” oraz kościelnej oficyny wydawniczej o tej samej nazwie. Następnie był szefem informacji Konferencji Transeuropejskiej Kościoła Adwentystów z siedzibą w Anglii. 
W latach 1994–2010 piastował funkcję dyrektora do spraw komunikacji Generalnej Konferencji Kościoła Adwentystów Dnia Siódmego, będąc pierwszym Polakiem w historii, który zajmował wpływowe stanowisko we władzach światowych Kościoła. Za zasługi ks. Dąbrowskiego w okresie sprawowania funkcji uważa się między innymi nowoczesny model kształtowania wizerunku Kościoła, wprowadzenie pierwszego ustandaryzowanego loga Kościoła oraz stworzenie agencji informacyjnej Adventists News Network.
Jest laureatem specjalnej nagrody Sól i światło (Salt & Ligot Award) przyznanej mu w 2010 roku przez zbór adwentystyczny Sligo Church w  USA.
Był przeciwnikiem prowadzenia dialogu ekumenicznego z Kościołem Rzymskokatolickim. 